# 비스툴라 석호

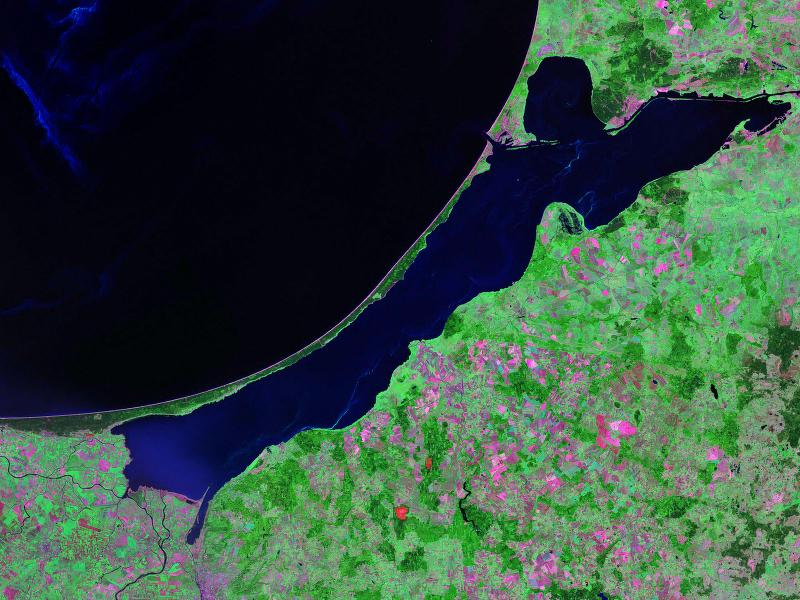
Landsat photo Vistula Lagoon

비스툴라 석호(폴란드어: Zalew Wiślany, 러시아어: Калининградский залив, 독일어: Frisches Haff)는 비스툴라곶에 의해 그단스크만에서 분리되어 있는 발트해의 만이다. 비스와강(비스툴라강)의 지류가 이곳이 발원지이고 특히 노가트강과 프레골랴강이 그단스크만과 발티스크 해협을 연결한다.
비스툴라 석호는 정치적으로는 1945년 이후 폴란드와 소련(1991년 이후부터는 러시아 연방)사이에 위치해 있다. 1919년까지는 프로이센과 독일 제국이 영유하였다가, 1919년부터 1939년 사이에는 독일과 단치히 자유시가 분할 영유하였다.
주변의 도시로는 칼리닌그라드주 발티스크와 프리모르스크, 폴란드의 프롬보르크가 있다. 폴란드의 엘블롱크(Elbląg)는 이 호수를 교통로로 이용하지만, 국경 상황에 따라서 이곳을 이용하는 경우가 줄어들었다. 칼리닌그라드와 발티스크에게 이 석호에 위치한 중요한 항구이다.

## 같이 보기
- 쿠로니아 석호
- 슈체친 석호